# Розвідувальне управління префектури поліції Парижа
Розвідувальне управління префектури поліції Парижа (фр. Direction du Renseignement de la préfecture de police de Paris, DRPP) — підрозділ префектури поліції Парижа. Є наступником управління інформації префектури поліції (RGPP), в силу столичної специфіки не було інтегровано в Центральне управління внутрішньої розвідки, а виділено указом від 27 червня 2008 року в спеціальну зону відповідальності, що охоплює Париж і його передмістя..

## Цілі і завдання
- загальна інформація;
- внутрішня розвідка;
- боротьба з нелегальною імміграцією.

## Директора
- 1989 — 1994: Клод Бардон[3]
- 1994 — 2000: Жан-П'єр Пошон
- 2000 — 2004: Жан-Клод Бушу[4]
- 2004 — 2009: Бруно Лафарг[5]
- З 2009 року — Рене Байї.[6]